# Профсоюзный босс: история Джеки Прессера
«Профсоюзный босс: история Джеки Прессера» (англ. Teamster Boss: The Jackie Presser Story) — художественный фильм.

## Сюжет
Билл Прессер решает уйти из совета профсоюза водителей грузовиков, но перед этим решает выдвинуть на место руководителя профсоюза взамен внезапно пропавшего Джимми Хоффы своего сына Джеки. Последний, не гнушаясь связями и сделками с мафией и ФБР для достижения своих целей, постепенно добивается своего, принося однако самому профсоюзу лишь иски и неприятности.

## В ролях
- Брайен Деннехи — Джеки Прессер
- Джефф Дэниэлс — Том Нунан
- Мария Кончита Алонсо — Кармен
- Илай Уоллак — Билл Прессер
- Роберт Проски